# تشارلز غريغوري
تشارلز غريغوري (5 يونيو 1847 في أستراليا - 5 أبريل 1935) (بالإنجليزية: Charles Gregory)‏ هو لاعب كريكت أسترالي.

## وصلات خارجية
- تشارلز غريغوري على موقع إي آس بي آن كريك إنفو (الإنجليزية)